# Oblast autonome ingouche

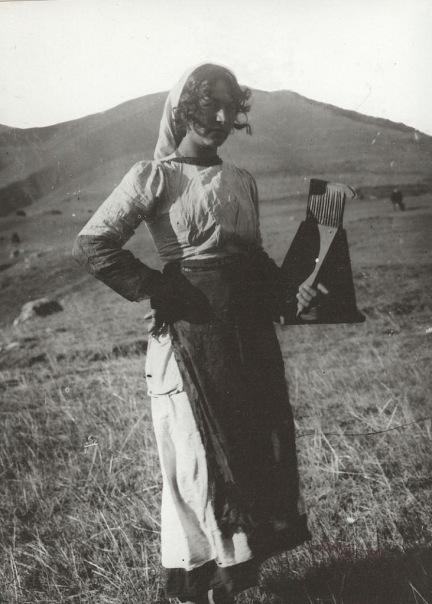
Jeune fille du village de Targim (Ingouchie) à l'automne 1921.

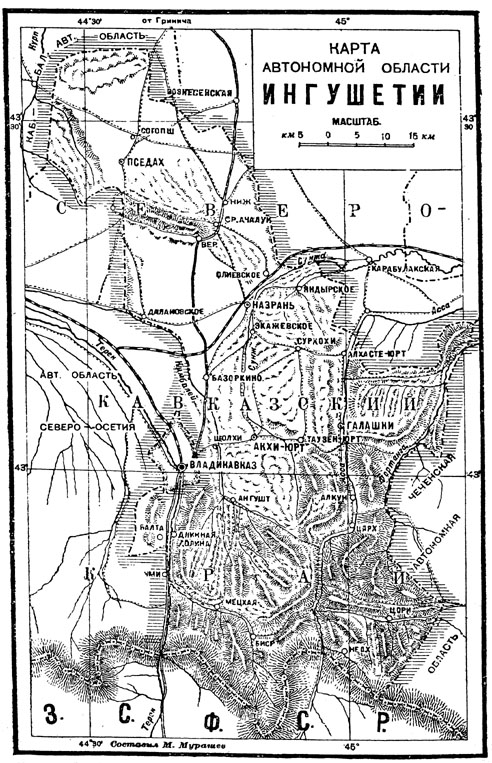
L'oblast autonome ingouche, carte de la Grande Encyclopédie soviétique, 1931.

L'oblast autonome ingouche (en russe : Ингушская автономная область) est une ancienne division de la  république socialiste fédérative soviétique de Russie (RSFR). Il est créé le 7 juillet 1924 en application de la constitution soviétique de 1923 qui autorise la création d'entités autonomes, et reconnu en 1925 dans la constitution de la RSFR. Il constitue une subdivision du kraï du Caucase du Nord (en). Le 15 janvier 1934, il fusionne avec l'oblast autonome tchétchène pour former l'oblast autonome tchétchène-ingouche qui, le 5 décembre 1936, devient la république socialiste soviétique autonome de Tchétchénie-Ingouchie. En 1991-1992, ces deux entités sont de nouveau séparées pour former la république d'Ingouchie et la république de Tchétchénie.